# Nilgau
Nilgau (Boselaphus tragocamelus), blåoxe, är en sydasiatisk art i däggdjursfamiljen slidhornsdjur och underfamiljen oxdjur.

## Kännetecken
Nilgaun har en mankhöjd på 1,2 till 1,5 meter, en kroppslängd (huvud och bål) på 1,8 till 2,0 meter och en svanslängd på 40 till 45 centimeter. Hanarna är större än honorna, men båda har en robust byggd kropp. Vuxna djur väger mellan 120 och 240 kilogram. Honor är med en genomsnittlig vikt av 170 kilogram betydlig lättare och enstaka hanar kan väga 300 kilogram. Rygglinjen sluttar lätt nedåt från skuldrorna, eftersom frambenen är något längre än bakbenen. Huvudet är förhållandevis litet och kröns hos hanen av två koniska horn som kan bli mellan 20 och 25 centimeter långa. Honan har inga horn. Pälsfärgen är gråbrun till gråblå hos hanen och brunaktig hos honan. På ryggen finns en kort mörk man och på undersidan av hanarnas hals finns en tofs med långa svarta hår. Hanar har dessutom en vit strimma vid örats insida, på svansen en vit undersida och vita ringar kring benen nära fötterna.

## Utbredning
Nilgau finns i Indien, från foten av Himalaya till delstaten Karnataka i söder och från Girskogen i väst till delstaten Assam i öst. Det finns en population med cirka 15 000 Nilgau i Texas där de blev introducerade av jägare på 1920-talet. Ytterligare hjordar infördes i Mexiko.

### Status
Nilgaun klassas som livskraftig av IUCN och arten är att betrakta som vanlig på de flesta håll i Indien. Mindre populationer som finns längs gränsen till Pakistan och Nepal har dock minskat de senaste åren. Tidigare har nilgaun även funnits i Bangladesh, men den är numera försvunnen därifrån.

## Levnadssätt
Nilgaun är dagaktiv och dess habitat är öppna skogar eller områden med en blandning av skog och gräsmark. Födan utgörs av gräs, löv, knoppar och frukt. I det vilda lever honorna och de unga hanarna i flockar på omkring 15 djur, medan de äldre hanarna oftast lever ensamma. Nilgaun kan klara sig ett par dagar utan vatten, men den håller gärna till i närheten av vattenhål om den har möjlighet. Dess fiender är rovdjur som tigrar, leoparder och dholer. I Girskogen jagas den också av asiatiskt lejon.
Arten kan springa med en hastighet av 48 km/h.

### Fortplantning
Fortplantning kan ske året runt, men är intensivast mellan juni och oktober. Vuxna hanar hävdar revir och konkurrerar om honorna. Oftast föds två kalvar efter en dräktighet på mellan 143 och 147 dagar. Vid födseln väger ungen omkring 14 kilogram. Den följer och diar sin mor tills den är avvand, vid omkring 10 månaders ålder. Könsmogen blir den när den är cirka 18 månader gammal.
Vilda exemplar lever 10 år eller lite längre och individer i fångenskap kan bli 21 år gamla.

## Förhållande till människor
Nilgaun har fått sitt trivialnamn från orden nil och gai, som i Indien betyder blå respektive oxdjur. Tidigare var den också känd som nilghor, av nil och ghor, där det senare betyder häst. Kons ställning som ett heligt djur i Indien har genom historien delvis skyddat nilgaun från jakt, men eftersom den ibland ger sig på böndernas grödor jagas den på sina håll efter inhämtat tillstånd från lokala myndigheter som ett skadedjur, särskilt i norra Indien.
Också det vetenskapliga namnet, Boselaphus tragocamelus, har en historia som hänsyftar på de många märkliga egenskaper som de första forskningsobservationerna av djuret ansåg att det delade. Det kan härledas från de grekiska orden elaphos som betyder hjort, tragos som betyder bock eller hanget och kamelus som betyder kamel. Dessutom är det latinska ordet bos (oxe) inblandat.